# جيف ماريك
جيف ماريك (بالإنجليزية: Jeff Marek)‏ هو صحفي رياضي أمريكي، ولد في 9 يوليو 1969 في ويتجيرج ستوفيل في كندا.